# Avi Lerner
Pour les articles homonymes, voir Lerner.
Avi Lerner est un producteur de cinéma israélien opérant à Hollywood et en Bulgarie né le 13 octobre 1947 à Haïfa. Il a produit plus de 230 films depuis 1992.

## Biographie
Dès 1979, Lerner fonde une chaîne de vidéo-clubs en Israël et devient partenaire d'un distributeur. Producteur associé sur Allan Quatermain et les Mines du roi Salomon, un film Cannon tourné au Zimbabwe, il s'installe après 1984 en Afrique du Sud, où il devient exploitant.
Il devient producteur dans les années 90, et dirige les sociétés Nu Image. Nu Image est fondé avec Trevor Short, Danny Dimbort, and Danny Lerner en 1992. Il débute en produisant des direct-to-video à faible coût de production tournés en Afrique du Sud avec David Bradley, Frank Zagarino, Michael Paré ou Eric Roberts. À partir de 1996, il crée au sein de Nu Image le label Millenium Films et engage des noms comme Peter Weller, Bridget Fonda, Kiefer Sutherland, Dennis Hopper, Dolph Lundgren, ou Robert Downey Jr. En 2000, il signe avec Jean-Claude Van Damme et Steven Seagal. Nu Image acquiert l'image d'une société de production de nanars.
En 2006, il co-produit Le Dahlia noir de Brian De Palma qui est un échec au box-office. Le succès de John Rambo en 2008 consolide cependant la place d'Avi Lerner dans le cinéma américain. Une collaboration avec Sylvester Stallone qui sera à nouveau couronnée de succès avec la série Expendables : Unité spéciale. Parmi les autres productions à succès de Millennium Films, on peut citer La Chute de la Maison Blanche ou Hitman and Bodyguard. Principalement réputé pour ses films d'action de séries B, Avi Lerner a également produit quelques comédies pour Jessica Simpson et Lindsay Lohan.

## Controverses
En 2017, dans la suite de l'affaire Harvey Weinstein, il est accusé de harcèlement sexuel par plusieurs femmes.
En 2018, Terry Crews affirme avoir été renvoyé du casting d'Expendables 4 parce qu'il a refusé, à la suite d'une demande d'Avi Lerner, de retirer sa plainte pour agression sexuelle contre l'agent d'acteurs Adam Venit.

## Filmographie sélective
- 1994 : F.T.W.
- 1994 : Un Anglais sous les tropiques
- 1996 : L'Esprit de la forêt
- 1996 : Danger Zone (en)
- 1997 : État d'urgence
- 1998 : Les Démineurs
- 1998 : Onde de choc
- 1999 : Le Dernier des Dragons
- 2000 : Comment tuer le chien de son voisin
- 2001 : Coup de foudre pour toujours
- 2001 : Un bébé sur les bras
- 2001 : Replicant
- 2001 : Explosion imminente
- 2001 : Prozac Nation
- 2001 : The Order
- 2002 : Hard Cash
- 2002 : Un seul deviendra invincible
- 2002 : Point d'impact
- 2002 : En eaux troubles
- 2003 : Mafia rouge
- 2003 : In Hell
- 2003 : Detention
- 2003 : Blind Horizon
- 2003 : Un aller pour l'enfer
- 2004 : Direct Action
- 2004 :  Incontrôlable
- 2004 :  Control
- 2005 : Edison
- 2005 : Crazy in Love
- 2005 : Piège en eaux profondes
- 2005 : Double Riposte
- 2005 : The Mechanik
- 2005 : Le Sang du diamant
- 2006 : 16 Blocs
- 2006 : Complot à la Maison-Blanche
- 2006 : Mercenary
- 2006 : Voyage jusqu'au bout de la nuit
- 2006 : Cœurs perdus
- 2006 : Le Dahlia noir
- 2006 : The Wicker Man
- 2006 : Le Contrat
- 2006 : Les Soldats du désert
- 2007 : King of California
- 2007 : 88 Minutes
- 2007 : Jusqu'à la mort
- 2007 : Kill Bobby Z
- 2007 : Cleaner
- 2007 : Blonde Ambition
- 2008 : Mad Money
- 2008 : John Rambo
- 2008 : Trafic mortel
- 2008 : Hero Wanted
- 2008 : War, Inc.
- 2008 : Mon espion préféré
- 2008 : La loi et l'ordre
- 2008 : Traque sans merci
- 2008 : Blonde et dangereuse
- 2009 : The Code
- 2009 : L'Élite de Brooklyn
- 2009 : Direct Contact
- 2009 : En cloque mais pas trop
- 2009 : Streets of Blood
- 2009 : Commando d'élite
- 2009 : Double Illusion (en)
- 2009 : Solitary Man
- 2009 : Bad Lieutenant : Escale à La Nouvelle-Orléans
- 2009 : Escroc(s) en herbe
- 2009 : Double Identity
- 2010 : Expendables : Unité spéciale
- 2010 : Trust
- 2010 : Stone
- 2011 : Le Flingueur
- 2011 : Un flic pour cible
- 2011 : Hell Driver
- 2011 : Conan
- 2011 : Effraction
- 2012 : Paperboy
- 2012 : Expendables 2 : Unité spéciale
- 2012 : The Iceman
- 2012 : 12 heures
- 2012 : Love Coach
- 2012 : Texas Chainsaw 3D
- 2013 : Lovelace
- 2013 : La Chute de la Maison-Blanche
- 2013 : Un grand mariage
- 2013 : Tandis que j'agonise
- 2013 : Face à face
- 2013 : Homefront
- 2014 : La Légende d'Hercule
- 2014 : Expendables 3
- 2014 : Autómata
- 2014 : Dangerous People
- 2014 : Avant d'aller dormir
- 2014 : Hysteria
- 2015 : The Humbling
- 2015 : Survivor
- 2015 : Insurrection
- 2016 : La Chute de Londres
- 2016 : Mechanic: Resurrection
- 2016 : Criminal : Un espion dans la tête
- 2016 : Leatherface
- 2017 : Hitman and Bodyguard
- 2017 : Security
- 2017 : Outsider
- 2017 : Amityville: The Awakening
- 2017 : Acts of Vengeance
- 2017 : Escobar (Loving Pablo)
- 2018 : Bullet Head
- 2018 : Hunter Killer
- 2018 : Code 211 (211)
- 2019 : Hellboy
- 2019 : The Poison Rose
- 2019 : La Chute du Président
- 2019 : Rambo: Last Blood
- 2019 : Kill Chain
- 2020 : Blackbird
- 2020 : Tesla
- 2021 : Hitman and Bodyguard 2
- 2021 : Jolt
- 2021 : The Protégé
- 2023 : L'Emprise du démon
- 2023 : Expendables 4
- 2024 : The Bricklayer
- 2024 : Dirty Angels
- 2024 : Hellboy: The Crooked Man
- 2025 : Red Sonja